# Café Paradis
Café Paradis er en dansk film fra 1950, instrueret af Bodil Ipsen og Lau Lauritzen jun og skrevet af Johannes Allen. Denne film er, sammen med Biskoppen, af mange anmeldere ofte vurderet til at være blandt Ib Schønbergs allerbedste.
Den debatterer problemet alkoholisme, og vi følger primært to stordrikkende menneskeskæbner; en fabriksarbejder ved navn Carlo (Poul Reichhardt) der drikker lidt for meget øl hvilket går ud over familielivet hjemme ved konen Ester (Ingeborg Brams).
Og så ikke mindst Ib Schønbergs rolle som fabrikkens direktør hr. Birger, der mener han da "bare tager en lille en af og til", men som efterhånden må se i øjnene at han hænger fast. Han er nu, ifølge sin doktor (Asbjørn Andersen), blevet 'alkoholist' som man herhjemme dengang kaldte en alkoholiker. Karin Nellemose er hans frustrerede luksus vante kone Rita, og Johannes Meyer en af Carlos gamle drukvenner henne på værtshuset Café Paradis.
Musikken er kompneret af Sven Gyldmark.

## Medvirkende
- Poul Reichhardt
- Ib Schønberg
- Ingeborg Brams
- Else Højgaard
- Karin Nellemose
- Johannes Meyer
- Jørn Jeppesen
- Inge Hvid-Møller
- Asbjørn Andersen
- Lau Lauritzen jun.
- Aage Fønss